# Hugo Ball
(Hugo Ball, Karawane, 1916)
Hugo Ball (Pirmasens, 22 febbraio 1886 – Sant'Abbondio, 14 settembre 1927) è stato uno scrittore, poeta e regista teatrale tedesco.

## Biografia
Cresciuto in una famiglia cattolica, Ball studiò sociologia e filosofia presso le Università di Monaco e Heidelberg (1906–1907). Nel 1910 si trasferì a Berlino, per diventare attore e collaborare con Max Reinhardt. Diventò uno degli artisti guida del movimento Dada. D'accordo con le ideologie espresse nel Manifesto del Dada (di Tristan Tzara), scagliò dure critiche sulla società del suo tempo e il degrado in cui versava; inoltre espresse il suo dissenso verso quei filosofi del passato che asserivano di possedere la Verità ultima.
Nello stesso anno della pubblicazione del Manifesto, Ball scrisse il poema Karawane, composto con parole senza senso. Il significato di questa composizione, infatti, risiede nell'assurdità che l'assenza di senso produce, riflettendo i principi cardine del Dadaismo. Altre opere famose sono la collezione di poesie 7 schizophrene Sonette (Sette sonetti schizofrenici), l'opera drammaturgica Die Nase des Michelangelo (Il naso di Michelangelo), una memoria del periodo passato a Zurigo Flight Out of Time: A Dada Diary (Volo fuori dal tempo: un diario Dada), e una biografia di Hermann Hesse, intitolata Hermann Hesse. Sein Leben und sein Werk (Hermann Hesse. La sua vita e la sua opera) del 1927.
Come cofondatore del Cabaret Voltaire a Zurigo, divenne guida del movimento Dada di Zurigo. Si ritiene che sia lui ad aver scelto il nome "Dada", prendendo una parola a caso dal dizionario. Si sposò con Emmy Hennings, un'altra esponente del movimento Dada. La durata della sua partecipazione al dadaismo fu di circa due anni, dopodiché lavorò per un breve periodo come giornalista per il Freie Zeitung (Giornale libero) di Berna. Probabilmente si ritirò nel Canton Ticino, dove si riavvicinò alla religione e visse in relativa povertà. Morì a Sant'Abbondio, Svizzera.
La sua poesia Gadji beri bimba venne successivamente adattata per la canzone I Zimbra, che si trova nell'album del 1979 dei Talking Heads Fear of Music.

## Opere tradotte in italiano
- Hermann Hesse : la vita e le opere, trad. di Stefano Masi, Liviana, Torino, 1993; Roma : Castelvecchi, 2016
- Flametti, o Del dandismo dei poveri, trad. di Piergiulio Taino, Campanotto, Pasian di Prato, 2006
- La fuga dal tempo : fuga saeculi, trad. di Piergiulio Taino,  Campanotto, Pasian di Prato, 2006; Fuga dal tempo : fuga saeculi, trad. di Riccardo Caldura, Mimesis, Milano-Udine, 2016
- Critica dell'intellettuale tedesco, trad. di Piergiulio Taino, Campanotto, Pasian di Prato, 2007
- Poesie, trad. di Piergiulio Taino, Pasian di Prato : Campanotto, 2009
- Cristianesimo bizantino : vite di tre santi, trad. di Piergiulio Taino, Adelphi, Milano, 2015
- Cabaret Voltaire, trad. di Agnese Cornelio e Nino Muzzi, Castelvecchi, Roma, 2016
- Il boia di Brescia, trad. di Lidiia Astapenko, a cura di Francesco Ferrazzi e Lorenzo Gafforini, Fara, Rimini, 2023
- Tenderenda, il sognatore, trad. di Lidiia Astapenko, a cura di Lorenzo Gafforini, Editoriale Jouvence, Milano, 2025

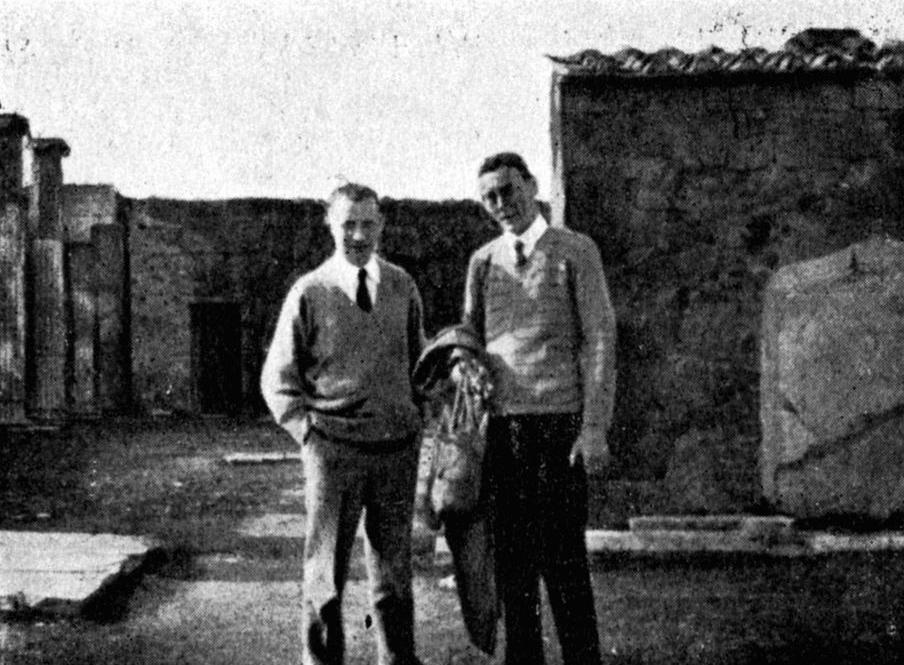
Hugo Ball con Hans Arp a Pompei.